# Оружие на новых физических принципах
Оружие на новых физических принципах (нетрадиционное оружие) — условный термин, в самом широком смысле подразумевающий новые виды и системы вооружения, принцип действия (например поражающие факторы) которых основываются на ранее не использовавшихся в военном деле природных явлениях и физических процессах.
Условность термина проистекает из того, что в большинстве имеющихся концепций и экспериментальных образцов такого оружия задействуются хорошо изученные наукой физические принципы, но при этом не применявшиеся для прикладных разработок военного назначения. Более того: после осуществления успешного цикла проектирования, производства, принятия на вооружение и насыщения им войск образцы оружия на новых физических принципах утрачивают элемент новизны и переходят в разряд традиционного вооружения.

## Историческая подоплёка
По мнениям многих экспертов, история совершенствования оружия неотъемлемая составляющая всей истории человечества. Причём каждый этап (эпоха) развития мировой цивилизации однозначно соотносится с соответствующими ему видами военных технологий. Последнее обстоятельство стало основой для появления довольно спекулятивного мнения, что  вся история человечества, есть лишь производная от истории совершенствования средств уничтожения себе подобных, причём каждый этап (эпоха) развития мировой цивилизации однозначно соотносится с соответствующими ему видами военных технологий. Последние десятилетия XX века ознаменовались ускорением прогресса в разработке принципиально новых вооружений и появлением таких видов оружия, которые могут поставить под угрозу само существование человека как биологического вида. (Или группы генетически очень близких биологических видов...) Такое положение вещей нашло отражение в мрачном пророчестве одного из крупнейших военных теоретиков XIX века:
Главная ошибка людей состоит в том, что бед сегодняшних они боятся больше, чем завтрашних...Карл фон Клаузевиц
Как правило, имеющиеся образцы обычного вооружения используют в качестве поражающего фактора тепловую, химическую или кинетическую энергию. Нетрадиционные виды оружия, которые пойдут в ход во время будущих войн, основываются на новейших достижениях науки и революционным образом расширяют спектр воздействия на противника. Предполагается, что с их помощью удастся коренным образом преобразовать не только отдельные формы, но и саму природу ведения войны.

## Обзор направлений разработки
В зависимости от технических возможностей разные системы оружия на новых физических принципах могут решать боевые задачи как обычного вооружения, так и оружия массового поражения. К концу XX века на различных этапах проектирования и исследования находились:
- оружие направленной энергии — на основе поражающего действия концентрированного как правило узконаправленного пучка энергии[8],
- лазерное оружие — вид оружия направленной энергии, основанный на использовании мощных оптических квантовых генераторов (лазеров)[1];
- электромагнитное оружие — на основе электромагнитного излучения для поражения (главным образом) уязвимых компонентов боевой радиоэлектроники[1][9][10];
- оружие несмертельного действия — разного рода воздействия на людей и боевую технику, лишающие их боеспособности на определённое время[1][9][11];
- ускорительное оружие — перспективный вид оружия направленной энергии на основе узконаправленных пучков заряженных или нейтральных частиц[1];
- инфразвуковое оружие — подвид звукового оружия, использующий в качестве поражающего фактора мощный инфразвук[12];
- ультразвуковое оружие — подвид звукового оружия, использующий в качестве поражающего фактора мощный поток ультразвуковых волн.
- радиочастотное оружие — на основе воздействия электромагнитных излучений главным образом на биологические объекты[12];
- аннигиляционное оружие — на основе реакции аннигиляции вещества и антивещества, сопровождающейся выделением очень большого количества энергии[12],
- гиперскоростное кинетическое оружие — дальнейшее развитие кинетического оружия на основе использования иных способов разгона снаряда, нежели пороховой метательный заряд (рельсовая пушка, магнитная пушка, газовая пушка и др.), позволяющих достигать на порядок больших начальных скоростей снаряда;
- артиллерийские системы с плазменным или микроволновым зажиганием[13],
- артиллерийские системы на основе жидких метательных веществ и лёгких газов[1],
- и др.

Помимо этого шёл процесс теоретического анализа использования разнообразных природных явлений и стихийных бедствий для нанесения урона противнику:
- геофизическое оружие — основано на управлении физическими процессами на планете;
  - тектоническое оружие — вид геофизического оружия, основанный на управлении энергией литосферы;
  - экологическое оружие — вид геофизического оружия, основанный на причинении ущерба ключевым объектам среды обитания противника[14],
  - климатическое оружие — вид геофизического оружия, основанный на изменении метеорологической обстановки в атмосфере и кратковременного локального климата[15],
  - озонное оружие — еще один вид геофизического оружия, основанный на создании так называемых озоновых дыр над территориями противника,
- генетическое оружие — основывается на избирательном вредоносном воздействии на генетический аппарат определенного биологического вида (например людей с помощью микроорганизмов[источник не указан 2370 дней]),
- и т. п.

## Этическая и правовая оценка
Отмечается, что создание многих новых видов оружия массового поражения и пагубного воздействия на биомы планеты является, по существу, преступным и противоречит ряду основополагающих международных правовых документов, как например:
- конвенции о запрещении военного и любого иного враждебного использования средств воздействия на природную среду 1977 года,
- конвенции о запрещении разработки, производства и накопления запасов бактериологического (микробиологического) и токсинного оружия и об их уничтожении 1972 года.

Тем не менее, зарубежные военные специалисты предрекают перспективное будущее некоторым образцам вооружений, основанным на новых физических принципах, несмотря на высокую стоимость их разработки и производства.